# Summerdale (Alabama)
 Summerdale és un poble dels Estats Units a l'estat d'Alabama. Segons el cens del 2000 tenia 667 habitants.

## Demografia
Segons el cens del 2000, Summerdale tenia 655 habitants, 255 habitatges, i 184 famílies La densitat de població era de 48,5 habitants/km².
Dels 255 habitatges en un 34,1% hi vivien nens de menys de 18 anys, en un 56,5% hi vivien parelles casades, en un 10,6% dones solteres, i en un 27,8% no eren unitats familiars. En el 23,1% dels habitatges hi vivien persones soles el 8,2% de les quals corresponia a persones de 65 anys o més que vivien soles. El nombre mitjà de persones vivint en cada habitatge era de 2,57 i el nombre mitjà de persones que vivien en cada família era de 3,04.
Per edats la població es repartia de la següent manera: un 27,6% tenia menys de 18 anys, un 11,5% entre 18 i 24, un 28,2% entre 25 i 44, un 21,7% de 45 a 60 i un 11% 65 anys o més.
L'edat mediana era de 32 anys. Per cada 100 dones hi havia 104 homes. Per cada 100 dones de 18 o més anys hi havia 97,5 homes.
La renda mediana per habitatge era de 27.917 $ i la renda mediana per família de 32.159 $. Els homes tenien una renda mediana de 26.563 $ mentre que les dones 19.167 $. La renda per capita de la població era de 13.775 $. Aproximadament el 13,7% de les famílies i el 16,4% de la població estaven per davall del llindar de pobresa.

## Poblacions més properes
El següent diagrama mostra les poblacions més properes.